# أوبانغي شاري

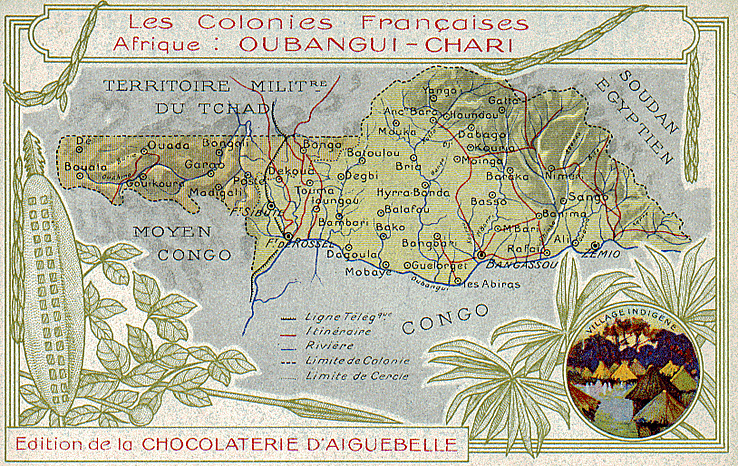
Ubangi-Shari. لاحظ أنه تم تخفيض الحدود إلى القسم الجنوبي الشرقي من جمهورية أفريقيا الوسطى الحالية

أوبانغي شاري (بالفرنسية: Oubangui-Chari) كانت مستعمرة فرنسية في وسط أفريقيا، وجزءٌ من أفريقيا الاستوائية الفرنسية.
سميت على اسم نهري أوبانغي وشاري اللذين استعمرت على طولهما. تأسست في 29 ديسمبر 1903، من أعالي أوبانغي وشاري أراضي الكونغو الفرنسية؛ أعيدت تسميتها بجمهورية أفريقيا الوسطى في 1 ديسمبر 1958؛ وحصلت على الاستقلال في 13 أغسطس 1960.

## التاريخ
بدأ النشاط الفرنسي في المنطقة في عام 1889 بإنشاء البؤرة الاستيطانية بانغي على رأس الملاحة في أوبانغي.
تم إنشاء أوبانغي العليا كجزء من الكونغو الفرنسية في 9 ديسمبر 1891. ورغم اتفاقية الدولة الحرة بين فرنسا والكونغو التي أقامت حدودًا حول خط العرض الرابع، فقد تم التنازع على المنطقة من 1892 إلى 1895 مع دولة الكونغو الحرة، التي ادعت أن المنطقة هي أراضي أوبانغي بومو (Oubangui-Bomou). كانت أوبانغي العليا مستعمرة منفصلة من 13 يوليو 1894 حتى 10 ديسمبر 1899، وفي ذلك الوقت تم ضمها مرة أخرى في الكونغو الفرنسية. تأسست منطقة شاري العليا كجزء من الكونغو الفرنسية في 5 سبتمبر 1900. وفي نفس العام، استحوذت شركة سلطنة أوبانغي العليا على 140،000 كم2 من أوبانغي العليا كامتياز.
تم توحيد الأراضي كمستعمرة منفصلة لأوبانغي شاري في 29 ديسمبر 1903، بعد هزيمة فرنسا لعباس حلمي الثاني ملك مصر، الذي طالب بالمنطقة. وفي 11 فبراير 1906، اندمجت هذه المستعمرة مع المستوطنات الفرنسية حول بحيرة تشاد وأصبحت إقليم أوبانغي شاري التابع لأوبانغي شاري تشاد (Oubangui-Chari-Tchad). وفي عام 1909، صارت تدير سلطنات زيميو ورفاي من الكونغو البلجيكية.
في 15 يناير 1910، تم دمج هذه الإدارة مع الكونغو الوسطى الفرنسية والغابون كمنطقة أوبانغي شاري في أفريقيا الاستوائية الفرنسية. وفي 12 أبريل 1916، أصبحت مرة أخرى مستعمرة منفصلة لأوبانغي شاري، ولكن في عام 1920 فقدت المنطقة المحيطة ببحيرة تشاد، وفي 30 يونيو 1934 تم ضمها مرة أخرى في أفريقيا الاستوائية الفرنسية. ولكونها جزءً من أفريقيا الاستوائية الفرنسية، فقد تم إعلانها منطقة أقليم ما وراء البحار في 31 ديسمبر 1937.
بين عامي 1915 و1931، تمت طباعة طوابع فوقية لاستخدامها في أوبانغي شاري، وطُبعت لاحقًا خصيصًا للمستعمرة.
خلال الحرب العالمية الثانية، ظلت موالية لفرنسا الفيشية من 16 يونيو إلى 29 أغسطس 1940، قبل أن يتم الاستيلاء عليها من قبل فرنسا الحرة. تم منحها الحكم الذاتي كجمهورية أفريقيا الوسطى في 1 ديسمبر 1958، ثم الاستقلال تحت نفس الاسم في 13 أغسطس 1960.

## روابط خارجية
- 1870 – 1960 الجدول الزمني
- 1891 – 1960 جدول زمني على رجال الدولة العالمية